# شاه مردان
شاهِ مَردان نام یک برون‌بوم از کشور ازبکستان در احاطهٔ خاک قرقیزستان است. این منطقه در ۵۵ کیلومتری جنوب شهر فرغانه واقع شده‌است. دو رود آق‌سو و کوک‌سو در این منطقه به هم می‌پیوندند و رودی به نام شاه‌مردان‌چای را تشکیل می‌دهند.
این منطقهٔ کوچک متعلق به ازبکستان است و به طور کامل محاط به استان بادکَند قرقیزستان است.
برای رسیدن به آن از سوی ازبکستان باید از بخش قدم‌جای در قرقیزستان گذشت.

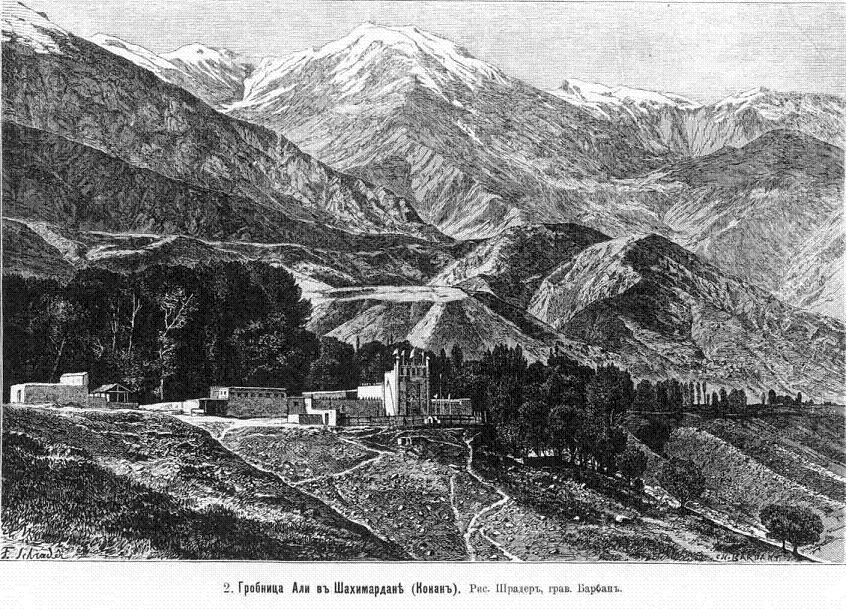
آرامگاه علی بن ابیطالب، شاه مردان در روستای شاه مردان، عکس از مجلهٔ روسی نیوا (Нива) سال ۱۸۷۹.

مساحت این منطقه ۹۰ کیلومتر مربع است و جمعیت آن در سال ۱۹۹۳ برابر با ۵٬۱۰۰ نفر بود. ۹۰ درصد جمعیت آن تاجیک و ۱۰ درصد بقیه قرقیزند. مدتی نیز نام آن به حمزه‌آباد تغییر یافته بود. این نام‌گذاری به افتخار حمزه حکیم‌زاده نیازی، شاعر و بنیان‌گذار ادبیات نمایشی ازبکی انجام شده‌بود. وی در سال ۱۹۲۹ به‌دست بنیادگرایان اسلامی در شاه مردان کشته‌شد.
آرامگاهی در این محل وجود دارد که ادعا می‌شود آرامگاه علی بن ابیطالب است. شاه مردان لقب فارسی علی، پیشوای اول شیعیان است.
آخون‌بایف، نخستین رئیس‌جمهور ازبکستان، در سال ۱۹۳۰ این منطقه را به خاطر زیبایی چشم‌اندازهای آن از اروزبکوف، رئیس جمهور قرقیزستان، خواست و وی این منطقه را به ازبکستان داد.
کوهستان کول کولان با دریاچه‌های خوش‌منظره‌اش در کنارهٔ جنوبی مرز شاه مردان با قرقیزستان قرار گرفته‌است.